# بیسموت ساب‌سیترات/مترونیدازول/تتراسایکلین
بیسموت ساب سیترات (به انگلیسی: Bismuth subcitrate)
رده درمانی: داروهای اولسر پپتیک
اشکال دارویی: قرص

## موارد مصرف
بیسموت ساب سیترات و ساب سالیسیلات برای درمان زخم معده و روده و نیز در اسهال مسافرتی استفاده می‌شوند.
همچنین در ترکیب با داروهای دیگر در درمان عفونت‌های گوارشی هلیکوباکتر پیلوری به کار می‌رود.

## مکانیسم اثر
مکانیسم اثر بیسموت کاملاً روشن نیست ولی علاوه بر نوعی پوشش برای مخاط معده در محل اولسر، تقویت موکوس مخاطی، تأثیر بر سنتز پروستاگلاندینها، اثرات ضد هلیکوباکتر پیلوری نیز دارد. این دارو جذب ناچیزی از دستگاه گوارش دارد.
این دارو اسید معده را تا حدی خنثی می‌کند و احتمالاً اثر ضد هلیکوباکتر آن مستقیم است.
مقدار مصرف:
مقدار دو قرص همراه غذا در روز تا ۲۸ روز.

## عوارض جانبی
سیاهی زبان، تیرگی مدفوع و حالت تهوع یا استفراغ